# 前田純
前田 純（まえだ じゅん、2000年6月4日 - ）は、沖縄県沖縄市出身のプロ野球選手（投手）。左投左打。福岡ソフトバンクホークス所属。

## 経歴

### プロ入り前
シンガポールで出生する。純という名前は、テレビドラマ『北の国から』の主人公・黒板五郎の息子の純から名付けられた。また6月生まれなので、6月の英訳「June」の意味もあるという。兄がいる。
沖縄市立高原小学校時代から「与儀ファイターズ」で軟式野球を始め、沖縄市立美東中学校では同校の軟式野球部に在籍する。
高校は同県宜野湾市の中部商業高校に進学するも、高校時代はベンチ入りすらなかった。
大学は大分県大分市の日本文理大学に進学。それまでは何も考えずにがむしゃらに投げていたが、同大投手コーチの吉川輝昭と共に長身を活かした投球フォームを作り上げると、3年生春にはベンチ入りし、4年生春の第71回全日本大学野球選手権大会1回戦、対松山大学で初登板を果たす。4年生秋には北部九州地区1部リーグのベストナインを獲得する。
2022年10月20日に行われたプロ野球ドラフト会議にて、福岡ソフトバンクホークスから育成ドラフト10巡目指名され、11月7日、支度金300万円、年俸400万円（金額は推定）で契約合意に達し、12月5日、BOSS E・ZO FUKUOKAで入団発表会見が行われた。背番号は167。

### プロ入り後
2023年、三軍・四軍戦で7月までに61回1/3を投げ、7勝1敗、防御率2.05の成績を挙げ、二軍公式戦では1試合に登板。三軍・四軍戦で27試合に登板し、113回を投げ、11勝4敗1セーブ、防御率3.03の成績を残す。
2024年は開幕から二軍公式戦で先発登板を重ねる。5月6日のくふうハヤテ戦（ちゅ〜るスタジアム清水）では初完投で完封勝利を挙げた。同月は2試合に先発登板で、2勝0敗、防御率0.00の成績で、5月度のスカパー!ファーム月間MVP賞を受賞した。7月20日開催のフレッシュオールスターゲームに選出され、8番手で登板したが、3者連続四球を与えたのち2本の適時打を打たれ、1回を投げて4失点を喫した。7月23日までに二軍で12試合に登板し、7勝1敗、防御率1.46を記録。7月24日に支配下登録されたことが発表された。背番号は51。支配下登録後もすぐには出場選手登録されず、二軍戦で勝利を積み重ね、一軍がリーグ優勝を決めた後の9月29日にようやく初の一軍昇格を果たした。同日の対北海道日本ハムファイターズ25回戦（エスコンフィールドHOKKAIDO）で一軍初登板初先発を果たすと、6回被安打3奪三振5無失点の好投でプロ入り初勝利を果たした。育成ドラフト10位入団の前田の勝利は、2020年度読売ジャイアンツ育成ドラフト7位指名だった戸田懐生を超えるドラフト史上最下位指名選手による勝利となった。このシーズンのウエスタン・リーグでは松木平優太とタイとなる最多勝（10勝）のタイトルを獲得。NPB AWARDSではウエスタン・リーグの優秀選手賞、スポーツニッポン選定の新人賞にも選出された。
2025年は4月2日のチーム開幕5戦目、前年プロ初勝利を挙げたのと同じエスコンフィールドでの対日本ハム2回戦でシーズン初先発を果たすも敗戦、その後4試合で先発したもののいずれも勝敗つかず、6試合目の登板となった5月15日対埼玉西武ライオンズ12回戦（みずほPayPayドーム福岡）ではプロ入り最長の7回103球で被安打2四球1無失点に抑え、シーズン初勝利と同時に本拠地初勝利を果たす。8試合目の登板となった6月4日対中日ドラゴンズ2回戦（みずほPayPayドーム福岡）ではプロ入り最長イニングを更新する8回120球で被安打2四球1無失点に抑え、自分自身のバースデー登板を白星で飾った。しかし次の登板となった11日対読売ジャイアンツ2回戦（みずほPayPay）では初回4失点の後2回も途中までで2失点、59球で5安打4四死球と制球に苦しみ、それまでの同シーズンのソフトバンク全先発投手の中で最短となる1回3分の2、6失点で降板となった。その次の登板となった同月18日の対広島東洋カープ2回戦（MAZDA Zoom-Zoom スタジアム広島）では、2回表2死満塁の場面でプロ初打席に立ち、広島先発大瀬良大地から自身プロ初安打および初打点となる2点適時打を放つなど、5回表終了時点で4-0とリードしながら、5回裏に先頭打者から2連続四球を与えたところで降板となった。

## 選手としての特徴・人物
長身から投げ下ろす最速145km/hを記録した打者の手元でホップするように伸びる直球と、カーブ、フォーク、チェンジアップ、スライダーといった変化球で緩急をつけた投球をする。
愛称は「MJ」、「マエジュン」。

## 詳細情報

### 年度別投手成績
| 年 度     | 球 団        | 登 板 | 先 発 | 完 投 | 完 封 | 無 四 球 | 勝 利 | 敗 戦 | セ 丨 ブ | ホ 丨 ル ド | 勝 率 | 打 者 | 投 球 回 | 被 安 打 | 被 本 塁 打 | 与 四 球 | 敬 遠 | 与 死 球 | 奪 三 振 | 暴 投 | ボ 丨 ク | 失 点 | 自 責 点 | 防 御 率 | W H I P |
| --------- | ------------ | ----- | ----- | ----- | ----- | -------- | ----- | ----- | -------- | ----------- | ----- | ----- | -------- | -------- | ----------- | -------- | ----- | -------- | -------- | ----- | -------- | ----- | -------- | -------- | ------- |
| 2024      | ソフトバンク | 1     | 1     | 0     | 0     | 0        | 1     | 0     | 0        | 0           | 1.000 | 20    | 6.0      | 3        | 0           | 0        | 0     | 0        | 5        | 0     | 0        | 0     | 0        | 0.00     | 0.50    |
| 通算：1年 | 通算：1年    | 1     | 1     | 0     | 0     | 0        | 1     | 0     | 0        | 0           | 1.000 | 20    | 6.0      | 3        | 0           | 0        | 0     | 0        | 5        | 0     | 0        | 0     | 0        | 0.00     | 0.50    |

- 2024年度シーズン終了時

### 年度別守備成績
| 年 度 | 球 団        | 投手  | 投手  | 投手  | 投手  | 投手  | 投手     |
| 年 度 | 球 団        | 試 合 | 刺 殺 | 補 殺 | 失 策 | 併 殺 | 守 備 率 |
| ----- | ------------ | ----- | ----- | ----- | ----- | ----- | -------- |
| 2024  | ソフトバンク | 1     | 0     | 1     | 0     | 0     | 1.000    |
| 通算  | 通算         | 1     | 0     | 1     | 0     | 0     | 1.000    |

- 2024年度シーズン終了時

### 記録
初記録
投手記録
- 初登板・初先発登板・初勝利・初先発勝利：2024年9月29日、対北海道日本ハムファイターズ25回戦（エスコンフィールドHOKKAIDO）、6回無失点[17]
- 初奪三振：同上、1回裏にアリエル・マルティネスから空振り三振[30]

打撃記録
- 初打席・初安打・初打点：2025年6月18日、対広島東洋カープ2回戦（MAZDA Zoom-Zoom スタジアム広島）、2回表に大瀬良大地から中前2点適時打[24]

### 背番号
- 167（2023年 - 2024年7月23日）
- 51（2024年7月24日 - ）

### 登場曲
- 「Fight Together」安室奈美恵（2023年 - ）
- 「まっとーばー」かりゆし58（2023年 - ）